# Xalan
Xalan – pakiet oprogramowania implementujący język transformacji XSL i język zapytań XPath.